# آن هابز
آن هابز (انگلیسی: Anne Hobbs؛ زادهٔ ۲۱ اوت ۱۹۵۹) یک تنیس‌باز اهل بریتانیا است.